# 典农河
典农河（原名艾依河）是位于中国宁夏回族自治区的一条人工河，集农田排水、防洪泄洪、城市景观、生态建设等功能于一身。南起永宁县境内的新桥滞洪区，北至石嘴山市惠农区园艺镇石嘴子公园的滨河广场处流入黄河，横跨永宁县、兴庆区、金凤区、贺兰县、平罗县、惠农区等6县(区)，全长180.5公里。这条河把银川市过去的几个死水湖泊相互连通，使其流动起来，在城中构筑了一个水循环系统。主河道2003年开工建设，2005年投入运行，2008年全面建成。

## 名称
自2002年开始开挖建设以来，宁夏艾依河管理局曾先后两次申请更名。2004年7月，自治区水利厅成立“阿依河”管理局，同年9月，更名为“阿依莎河”管理局。2005年，阿依莎河管理局再次更名为“艾依河”管理局。在此后的发展中，艾依河也曾被称作“爱伊河”。由于“阿依河”、“阿依莎河”、“爱伊河”、“艾依河”等名称都有流传，这对统一管理和市民有效辨识都造成一定困扰。 2015年3月，宁夏艾依河管理局提出《关于统一使用“艾依河”名称用词的请示》后，宁夏回族自治区民政厅根据国务院《地名管理条例》《宁夏回族自治区地名条例》的规定，经实地踏勘、研究，4月8日起，确定“艾依河”为标准名称。根据宁夏回族自治区民政厅地名办工作人员的说法，这条河被命名为艾依河，是因为能彰显宁夏的民族特色——“艾依”是阿拉伯语音译“艾依莎”的简称。
2018年，宁夏回族自治区水利厅根据《宁夏回族自治区地名条例》规定，依法对“艾依河”提出更名申请。宁夏回族自治区民政厅通过组织实地踏勘与专家论证、会商，并经2018年9月11日《自治区民政厅关于对“艾依河”名称更名的批复》（宁民发（2018）156号），将“艾依河”更名为“典农河”。典农河的“典农”二字，取自银川市前身的古典农城（也称“北典农城”）。典农城始筑于西汉元鼎五年（公元前112年），距今2100余年。
由於原名稱“阿依莎河”（及其變體）源於穆罕默德53嵗時迎娶的9嵗妻子阿依莎，这一更名举措被境外舆论认为是中国共产党整治涉宗教元素化泛滥的具体举措之一，旨在“削弱伊斯兰以及其文化的影响力，系统性地打击宗教”。在接受香港《南华早报》旗下新闻网站“砚”采访时，中央民族大学的熊坤新教授表示这个更名举措显示了中央政府扭转“伊斯兰化”的决心，但宁夏大学回族研究院副研究员王根明则认为更名显示了当地政府的“愚蠢和无知”。